# Otto Hettner
Otto Hettner (* 27. Januar 1875 in Dresden; † 19. April 1931 ebenda) war ein deutscher impressionistischer Maler, Grafiker, Bildhauer und Professor an der Akademie der bildenden Künste in Dresden.

## Leben
Otto Hettner war der Sohn des Literaturhistorikers Hermann Julius Theodor Hettner (1821–1882) und von Anna Grahl (1838–1897), einer Tochter des Miniaturenmalers August Grahl.
Nach dem Besuch des Humanistischen Gymnasiums in Dresden studierte Hettner ab 1893 bei Robert Poetzelberger an der Kunstschule Karlsruhe, ging 1895 an die Académie Julian und lebte von 1896 bis 1903 in Paris als freier Künstler. Er vermittelte 1897 über die Galerie Ernst Arnold in Dresden den Verkauf grafischer Arbeiten von Edvard Munch, dessen Pariser Atelier er während Munchs Abwesenheit 1903 und 1904 betreute.
Von 1904 bis 1911 lebte Hettner in Florenz, wo die Französin Jeanne Alexandrine Thibert (1878–1958) am 26. Oktober 1905 seinen Sohn Roland Hettner (1905–1978) zur Welt brachte, der später ebenfalls als grafischer Künstler wirken sollte. Jeanne und Otto Hettner hatten sich in Paris kennen gelernt. Im Mai 1907 heiratete er Jeanne Thibert (1878–1958) in London. Kurz darauf wurde die Tochter Sabine Hettner in Florenz geboren.
1913 zog Hettner mit seiner Familie nach Berlin-Charlottenburg, sein Atelier befand sich in der Kurfürstenstraße Berlin-Tiergarten. Im Ersten Weltkrieg, er war nach schwerer Tuberkulose-Krankheit vom Militär entlassen worden, folgte Hettner einer Berufung an die Akademie der bildenden Künste in Dresden. 1916 war er im Vorstand der Freien Secession, im Jahr darauf wurde er Leiter des Aktsaals der Akademie der bildenden Künste, wo er von 1918 bis 1927 als Professor und zeitweise als Präsident wirkte.
Für angesehene Verlage der Zeit, wie z. B. den Avalun-Verlag, die Marees-Gesellschaft und die Pan-Presse, illustrierte Hettner verschiedene Pressendrucke. Unter den von ihm mit Lithografien ausgestatteten Werken finden sich Hugo von Hofmannsthals Florindo und die Galatea von Cervantes, die als Avalun-Drucke erschienen, sowie Heinrich von Kleists Das Erdbeben in Chili, das als 13. Veröffentlichung der Pan-Presse verlegt wurde.
Werke Hettners galt den Nazis als „entartet“. 1937 wurden in der Aktion „Entartete Kunst“ 15 seiner Arbeiten aus der Kunsthütte Chemnitz, dem Städtischen Kunst- und Gewerbemuseum Dortmund, dem Museum für Kunst und Kunstgewerbe Stettin, dem Schlossmuseum Weimar, der Nationalgalerie Berlin und der Städtischen Kunsthalle Mannheim beschlagnahmt.
1948 wurden in Radebeul in der Ausstellung Dresdner Impressionisten Bilder Hettners gezeigt.

## Museen und öffentliche Sammlungen mit Werken Hettners (unvollständig)
- Dresden: Galerie Neue Meister[8]
- Dresden: Kupferstichkabinett[8]
- Stettin: Nationalmuseum Stettin

## Werke

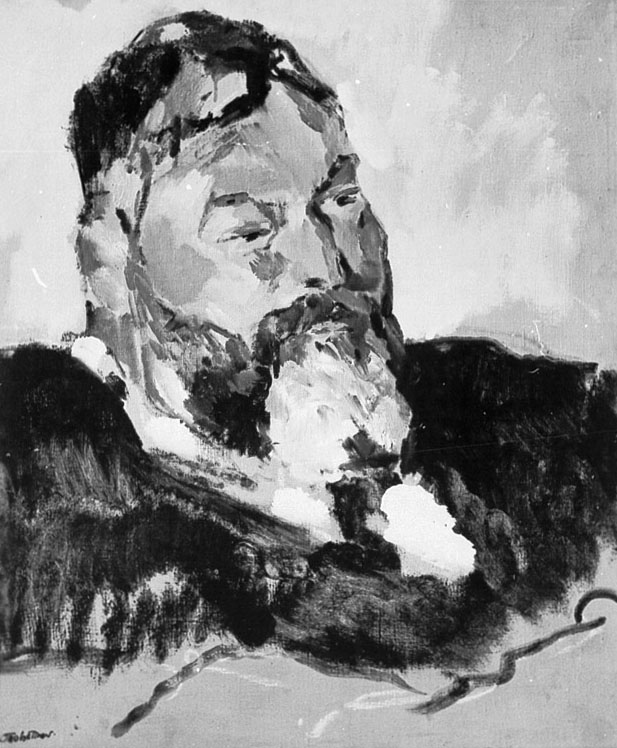
Porträt des Theodor Däubler, 1919, gemalt von Otto Hettner

- Die Komödie, 19th – 20th century, Fine Arts Museum of San Francisco
- Frühlingsfest, 1903
- Parkbank unter Bäumen, Ausblick auf Häuser am Hang und eine Ebene, 1903
- Blick auf den Golf von Gaeta, 1904
- Bogenschützen, 1908
- Die Barke, 1910 (Öl auf Leinwand)
- Kreuz-Aufrichtung, 1913
- Frau Jeanne Hettner mit Hut, um 1919, Öl auf Holz, 61 × 50 cm, Privatbesitz
- Hiob (Tafelbild, Öl, 1919; 1937 in der Aktion „Entartete Kunst“ aus dem zur Nationalgalerie gehörigen Kronprinzenpalais Berlin beschlagnahmt)[9]
- Sintflut, Fresko im Museum Stettin, 1915/1916
- Parnaß (30 lebensgroße allegorische Figuren auf dem Berg Parnassus), im Museum Stettin, 1917–1919
- Der Heilige Martin, 1920, Stiftung 1983 zu 900 Jahre Martinskirche in Sindelfingen
- Porträt Gerhart Hauptmann, 1923, Städtische Museum Stettin[10]
- Dehefa de Trujihio, Drawing-Watercolour mediterrane Landschaft, 38×50, 11. Januar 1928
- Porträt Alfred Sohn-Rethel, 1928 (Öl auf Leinwand)[11]
- Büste seines Sohnes Roland Hettner, 1927
- Bildnis R. H., 1928 (Öl auf Leinwand; 1930 in Dresden in der Ausstellung „Dresdner Kunst 1930“)[12]
- Paar
- Schlafender